# Злодій у законі
«Злодій у законі» («злодій» або «законник») (рос. «вор в законе», «вор»  або  «законник») — титул деяких членів злочинного світу, які відносяться до його еліти і користуються значним авторитетом. Злодії у законі — це специфічне для СРСР (надалі також і для країн пострадянського простору) явище у кримінальному світі, яке не має аналогів у світовій кримінальній практиці, яке утворилося у 1930-х роках і характеризується наявністю жорсткого кодексу кримінальних традицій, а також виключним рівнем закритості і конспіративності.

## Історія
Поява злодіїв у законі у СРСР належить до 1920-1930-х років. Основною об'єднавчою силою злочинного світу стала тенденція неполітичної протидії і непокори владі, а його елітою стали «злодії у законі», які називали себе хранителями кримінальних традицій дореволюційної Росії. Формування подібний «авторитетів» було зумовлено тим, що в місцях позбавлення волі серед ув'язнених почали виділятися більш «авторитетні». Їхнє життя було підпорядковано «поняттям», ці люди контролювали «общак» і стежили, щоб інші члени спільноти не порушували «злодійського кодексу». Кодекс, серед іншого, забороняв їм співпрацювати з правоохоронцями, займатися політикою і красти у своїх.
Злодіїв у законі пов'язував особливий кодекс поведінки, звичаї і традиції до яких увійшли повне несприйняття суспільних норм і правил, у тому числі пов'язаних із сім'єю (злодій у законі ні за яких обставин не повинен був мати постійних зв'язків із жінками) і не менш повну заборону на будь-яку співпрацю з державними органами: як у формі участі у організованих ними громадських заходах, так і сприяння судово-слідчим органам у розслідуванні злочинів.
У 1940-х роках ці традиції нарешті призвели до майже цілковитого знищення цієї злочинної спільноти у історичній формі: під час німецько-радянської війни багато з «злодіїв в законі» відповіли згодою на пропозицію влади вступити в ряди Червоної армії задля захисту своєї батьківщини від ворога (так звані «суки»). Після перемоги над Німеччиною вони повернулися у табори де між ними і «законниками», які не відступили від традицій злочинного середовища розпочалася так звана «суча війна» в результаті якої обидві сторони зазнали значних втрат.
1979 року в Кисловодську відбулася зустріч («сходка») кримінальних лідерів («злодіїв у законі») і нелегальних підприємців («цеховиків»). За результатами зустрічі було досягнуто домовленості про виплату підприємцями 10 % їх доходів у обмін на безпеку.
У 1980-х, під час Перебудови, міліціянти намагалися посилити контроль над злочинними організаціями або знищити їх. В цей час від справ відійшли представники старшого покоління злочинців, їхнє місце посіли молодші, які в боротьбі за владу дозволяли собі не дотримуватися злочинного кодексу.

## Сучасність
Традиційно «злодієм у законі» може вважатися лише людина, яка має судимості, достатній авторитет у злочинному середовищі, щодо якої виконана формальна процедура так званого «коронування», злодій у законі ні за яких обставин не повинен мати постійних зв'язків із жінками і державними органами, хоча останнім часом стали відомі випадки отримання цього титулу людьми, які не відбували покарання, у тому числі й за гроші (таких злодіїв називають «апельсинами»).
| 1993 | 1994 | 1995 | 1996 | 1997 | 1998 | 1999 | 2010 |
| ---- | ---- | ---- | ---- | ---- | ---- | ---- | ---- |
| 1200 | 1280 | 1420 | 1480 | 1500 | 1560 | 1106 | 149  |

На відміну від багатьох інших кримінальних спільнот, ця організація не має чіткого ядра і керівництва, постійно функціонуючих відділень; її верхівка діє на основі повної рівності її учасників, об'єднаних жорсткими рамками «блатних» традицій; органом управління даної спільноти є «сходка», яка приймає організаційні рішення, у тому числі в формі письмових звернень до злочинного світу («злочинні прогони», «маляви», «ксиви»). Злодії у законі прагнуть до встановлення контролю над засудженими, які відбувають покарання у виправних закладах, як зверненнями, так і підкупом і погрозами.
У число функцій даного співтовариства входять згуртування окремих злочинців і їх груп, контроль над деякими сферами злочинної діяльності, вирішення конфліктів у злочинному середовищі, організація й контроль використання загальних злочинних кас («общаків»), зовнішні контакти зі злочинними організаціями закордонних країн.
«Злодії у законі» є єдиною групою (серед них йде постійна боротьба за владу, виділяються окремі протиборчі одне одному угруповання: «законники», «чорні» і «красиві», «слов'яни» і «кавказці», «бубнові» і «пікові»), проте саме вони виконують в Росії координуючу функцію, забезпечують стабільність системи організованої злочинності.
Особливу небезпеку являють собою ті «злодії в законі», які контролюють економічну злочинність і здійснюють вплив на політичні процеси (таких у Росії 10—15 людей).
За кордоном злодії у законі проживають у Мадриді, Берліні й Нью-Йорку.

## У світі

### Україна
Після втечі злодіїв у законі 2005 року з Грузії та 2020 року з РФ, частина з них переїхала до України. Одного з основних кримінальних авторитетів Дніпровського регіону, Сергія Олійника було короновано в Санкт-Петербурзі 2014 року, його колегу Лашу Свану — 1995 року в Москві. Вони керували центральним, східним та південним регіонами України та займалися розподілом злодійського «общака».
У червні 2021 року РНБО склала список 600 «злодіїв», що мали українське громадянство. Найвідоміші з них: Андрій Недзельський («Нєдєля»), Сергій Лисенко («Льора Сумський») та Сергій Олійник («Умка»). Умку було затримано 20 травня 2021 в аеропорту Дніпра при спробі втечі з країни. Того ж дня заарештовано його колегу — Лашу Джачвліані («Лаша Сван»).

### Грузія
Відповідно до прийнятого з ініціативи президента Міхеіла Саакашвілі закону «Про організовану злочинність та рекет» від 20 грудня 2005 року кримінальний кодекс Грузії було доповнено статтею 223-1 «Членство у злодійській спільноті, „злодій у законі“», відповідно до якої таке членство карається позбавленням волі на 5-8 років, а «злодій у законі» позбавляється волі на 7—10 років.
При цьому, злодійський світ визначається як «будь-яка спільнота осіб, що діють за встановленими/визнаними ними правилами і метою якої є шляхом залякування, погрозами, круговою порукою, злодійським розбиранням, залученням в протизаконні дії неповнолітніх, досягнення вигоди для власних членів або інших осіб з допомогою злочинних дій або шляхом спонукання до таких інших». Членом злодійського світу вважається «будь-яка особа, яка визнає злодійський світ і активно діє для досягнення цілей злодійського світу». Поняття «злодій у законі» визначається як «член злодійського світу, який за спеціальними правилами злодійського світу, у будь-якій формі керує ним, або/і організовує злодійський світ або певну групу осіб».
Поліціянти Грузії при цьому проводили масові незаконні арешти, застосували тортури, а вилучені у злочинців автомобілі і житло передавалися працівникам поліції. Це змусило злочинців втекти з Грузії до Росії, Туреччини й України.

### РФ
2018 року «авторитетів» почали масово заарештовувати за найменші злочини.
2020 року в РФ прийнято закон щодо кримінального покарання за статус «злодія в законі». Одним із яскравих прикладів є засудження на 10 років в'язниці найвпливовішого у колишньому СРСР кримінального авторитета Захарія Калашова («Шакро молодий»). Шакро здобув свій статус 2013 року після вбивства Аслана Усояна (Дід Хасан).